# Oskar Kihlborg
Oskar Bertil Kihlborg, född 18 april 1964 i Helga Trefaldighets församling, Uppsala, är en svensk äventyrare, fotograf och föreläsare.

## Biografi
Den 11 maj 1990 blev Kihlborg och Mikael Reuterswärd de första svenskarna att bestiga Mount Everest. De klättrade upp via sydöstkammen.
Sedan dess har han arbetat på heltid med äventyrsprojekt inom klättring, dykning, flygning och havskappsegling. Bland annat har han organiserat och genomfört expeditioner till några av världens högsta berg, däribland Denali och K2. 1994 var Kihlborg expeditionsledare till världens fjärde högsta berg, Lhotse, som han blev förste skandinav att nå toppen av. Entusiasmen för hav och vatten har mynnat ut i expeditioner både ovan och under ytan. Bland annat så ingick han i besättningen när segelbåten Nicorette satte världsrekord i hastighet över Atlanten för enskrovsbåtar, från New York till Lizard Point.

Kihlborg var officiell fotograf för Volvo Ocean Race 2005–2006 samt för Victory Challenge i Americas Cup 2007. Nuförtiden är han teamfotograf för Ericsson Racing Team.

2013 rodde han från Sverige till Finland för att uppmärksamma att Sverige inte hade ett modernt forskningsfartyg i Östersjön.

Han var expeditionsledare för andra säsongen av TV-programmet Mot alla odds, som sändes på Sveriges Television 2013.
År 2014 startade han den sociala verksamheten Äventyrsakademin med självförtroendestärkande och utvecklande naturupplevelser och utmaningar för skoltrötta och framtidssökande tonåringar.
Oskar Kihlborg är son till Lars Kihlborg och dotterson till Bertil Berthelson samt bror till Patrik Kihlborg. Han var värd för Sommar i P1 på Sveriges Radio 25 juli 2014. I oktober 2014 medverkade han även i SVT:s Sommarpratarna.
I december 2015 seglade han runt Södertörn på en jolle för att bevisa att det blivit Sveriges tredje största ö.